# Оса (струмок)
Оса (біл. Оса) — струмок у Берестейському районі Берестейської області Білорусі, права притока річки Спанівка. Довжина 3,5 км. починається за 3 км на захід села Бродятин, Гирло за 2 км на північний захід села Рогізна. Тече через лісове урочище Кремінка. Каналізовано 0,6 км русла від витоку.